# Донская, Елена Александровна
Елена Александровна Донская (28 октября 1915 — 29 марта 2016) — советская спортсменка, трёхкратная чемпионка мира по стрельбе, двукратный серебряный призёр чемпионатов мира, семикратная чемпионка Европы, 15-кратная чемпионка СССР, четырёхкратная рекордсменка мира, член общества «Динамо» с 1937 года. Заслуженный мастер спорта СССР (1960).

## Биография
После окончания семи классов, в сентябре 1930 г., поступила в ФЗУ (школа фабрично-заводского ученичества) при заводе «Серп и молот». Окончив его, здесь же работала слесарем-инструментальщиком. Во время учёбы в училище занималась легкой атлетикой, плаванием.
В 1940 г. с отличием окончила 2-й Московский медицинский институт. Работала физкультурным врачом в бассейне. Тренировалась и выступала за московское «Динамо».

### В годы Великой Отечественной войны
В годы войны служила в полевом военном госпитале, затем в эвакогоспитале во Владимире, входящим в состав 4-й Ударной армии Западного фронта.
Войну закончила в звании капитана медицинской службы.
Награждена орденами Красной Звезды и Отечественной войны II степени, медалью «За боевые заслуги».

### Послевоенные годы
В феврале 1946 г. была переведена для прохождения дальнейшей службы в дивизию внутренних войск имени Ф. Э. Дзержинского. Работала на различных медицинских должностях в 3-м, 2-м мотострелковых и артиллерийском полках, в 1950 году стала начальником медицинской службы 2-го мотострелкового полка.
В марте 1951 года ей было присвоено звание майора медицинской службы.
Одновременно продолжала заниматься спортом.
Летом 1946 года в составе сборной команды дивизии выступала в соревнованиях на первенство внутренних войск по плаванию, где заняла второе место на дистанции 100 метров на боку и стала третьим призёром на 100 метров брассом.
Её результаты на войсковых соревнованиях по стрельбе были замечены тренерским составом «Динамо».
В 1953 году впервые участвовала в чемпионате СССР.
С 1955 года — в спортивной команде дивизии им. Ф. Э. Дзержинского.
В 1955 году стала чемпионкой Европы. В последующие годы выигрывала европейское первенство с 1956 по 1961 год.
На чемпионате мира в Москве (1958) завоевала две золотые медали — в личном и командном первенстве. На мировом первенстве в Каире (1962) вновь завоевала золото в личном первенстве.
В 1963 году присвоено звание «Почётный мастер спорта СССР».
В декабре 2007 года на торжествах, приуроченных к 110-летию стрелкового спорта в России, Елена Донская была отмечена в двух номинациях — «Легенда стрелкового спорта» и «Спортивная слава».
В Балашихе, в микрорайоне Дзержинского, новому физкультурно-оздоровительному комплексу было присвоено имя Елены Донской. На здании ФОКа также была открыта мемориальная доска, посвященная памяти Елены Донской — участника Великой Отечественной войны, полковника медицинской службы, многократной чемпионки Европы и Мира по стрельбе из мелкокалиберной винтовки.
Также играла в хоккей с мячом, в составе женской команды «Динамо» (Москва) дважды выигрывала Кубок СССР (в 1945 и 1947 годах).
Похоронена на кладбище «Ракитки» города Москвы.
- Здание Физкультурно-Оздоровительного комплекса в Балашихе, названного в честь Е.А. Донской
- Мемориальная доска на стене здания ФОКа в Балашихе, которому присвоено имя Е.А. Донской

## Награды
- Почётная грамота Президиума Верховного совета Российской Федерации (26 апреля 1993 года) — за долголетнюю плодотворную работу, большие личные заслуги в развитии физической культуры и спорта в Российской Федерации и в связи с 70-летием со дня образования первого в России физкультурно — спортивного общества «Динамо»[5]